# Zwerg-Schwertpflanze
Die Zwerg-Schwertpflanze (Helanthium bolivianum) ist eine Pflanzenart in der Familie der Froschlöffelgewächse (Alismataceae). Das natürliche Verbreitungsgebiet dieser Sumpfpflanze liegt im tropischen Mittel- und Südamerika.

## Beschreibung

### Vegetative Merkmale
Es handelt sich um eine wurzelnde, untergetauchte oder aus dem Wasser ragende, einjährige oder kurzlebig ausdauernde krautige Wasserpflanze. Rhizome fehlen. Die grundständig in einer Rosette angeordneten Laubblätter ragen aus dem Wasser oder sind untergetaucht. Der zylindrische Blattstiel ist 2 bis 15 cm lang. Die Blattspreite ist 2 bis 5 cm lang, 0,3 bis 1 cm breit, lanzettlich-elliptisch, spitz, am Grund verschmälert, mit durchscheinenden Linien.

### Generative Merkmale
Der kahle, einfache, doldige oder traubige Blütenstand steht auf 5 bis 30 cm langen, aufrechten bis niederliegenden, zylindrischen Schäften. Er besteht aus einem bis vier Wirteln mit jeweils sieben bis zehn Blüten und bildet vegetative Knospen. An untergetauchten Pflanzen bilden sich die Blütenstände zu Pseudoausläufern (Pseudostolonen) um, die die Pflanze zur vegetativen Vermehrung befähigen. Die 3 bis 5 mm langen Tragblätter sind am Grund verwachsen. Die 2 bis 4 cm langen Blütenstiele sind aufrecht. Die Blüten besitzen einen Durchmesser von 1 bis 1,5 cm. Die Kelchblätter sind 2 bis 3 mm lang. Die weißen Kronblätter sind 5 mm lang. die sechs bis neun Staubblätter besitzen am Grund befestigte (basifixe) Staubbeutel. Die 15 bis 20, drüsenlosen, zwei- bis dreirippigen Balgfrüchtchen sind 1 bis 1,5 mm lang und 0,5 bis 1 mm breit mit schnabelartigem, 0,1 bis 0,3 mm langem Griffel.
In Venezuela blüht und fruchtet die Zwerg-Schwertpflanze von Dezember bis Mai.

### Chromosomenzahl
Die Chromosomenzahl beträgt 2n = 22.

## Vorkommen
Das große Verbreitungsgebiet umfasst das tropische Mittel- und Südamerika vom südöstlichen Mexiko im Norden bis zum nordöstlichen Argentinien im Süden. Sie besiedelt Gewässer und zeitweise trockenfallende Standorte beispielsweise an Seeufern. In Venezuela kommt sie in Höhenlagen von Meereshöhe bis 1200 Metern vor.

## Systematik
Die Erstbeschreibung erfolgte 1855 durch den deutschen Botaniker Moritz August Seubert als Alisma tenellum Mart. ex Schult.f. f. latifolium Seub. Im Jahr 1927 wurde sie durch den US-amerikanischen Botaniker Henry Hurd Rusby als eigene Art Alisma bolivianum Rusby erkannt. Die Neukombination zu Helanthium bolivianum (Rusby) Lehtonen & Myllys erfolgte 2008 durch die finnischen Botaniker Samuli Lehtonen und Leena Myllys. Weitere Synonyme dieser vielgestaltigen, mit verschieden weiten taxonomischen Konzepten betrachteten Art sind Echinodorus bolivianus (Rusby) Holm-Niels., Echinodorus quadricostatus Fassett, Echinodorus bolivianus (Rusby) Holm-Niels., Echinodorus isthmicus Fassett und Echinodorus angustifolius Rataj.

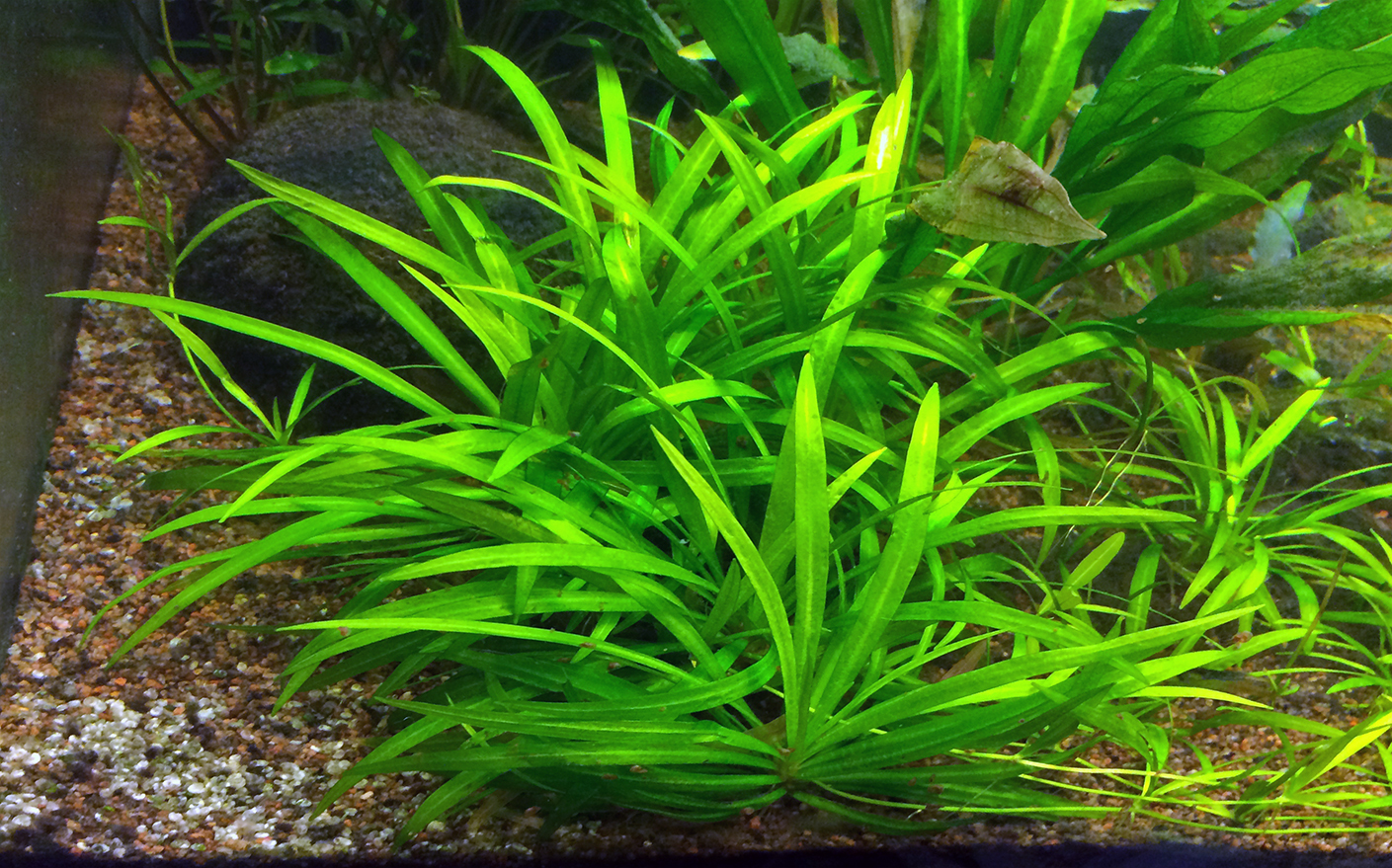
Habitus und Laubblätter im Aquarium

## Nutzung
Die Zwerg-Schwertpflanze zählt zu den beliebten Aquarienpflanzen. Sie gilt dabei als Pflanze, die höhere Ansprüche an ihre Pflege stellt. Ihr Lichtbedarf ist mittel bis hoch; sie wächst schnell. Im Aquarium gedeiht die Zwerg-Schwertpflanze am besten bei Temperaturen zwischen 22 und 30 Grad Celsius. Sie eignet sich als Vordergrund sowie als Gruppenpflanzung.